# Michael Michele
Michael Michele, née Michael Michele Williams le 30 août 1966 à Evansville, dans l'Indiana, est une actrice américaine.
Elle s'est fait connaître à la télévision grâce à la série policière Homicide (1998-1999) et la série médicale à succès Urgences (1999-2002).  
Elle a, depuis, joué des rôles réguliers dans des séries comme Kevin Hill (2004-2005), Gossip Girl (2011), Star (2017-2018) et Queen Sugar (en) (2017-2018). 
En 2019, elle rejoint la série Dynastie, reboot de la série éponyme des années 1980.

## Biographie

### Jeunesse et formation
Elle est l'aînée de deux filles. Son père, caucasien, est un entrepreneur, sa mère, afro-américaine, est chef d'entreprise. Elle a été nommée Michael en hommage au meilleur ami de sa mère.  
Au lycée, la jeune Michael est très sportive et pratique divers sports dont le volley-ball, le basket-ball et la course sur piste. Une fois ses études terminées, elle déménage à New York et obtient un travail dans le commerce.

### Carrière

#### Débuts et révélation à la télévision
En 1989, après quelques rôles mineurs et des publicités, elle décroche son premier rôle dans un film pour Les Nuits de Harlem avec Eddie Murphy. Mais elle est finalement coupée au montage lorsque la jeune actrice engage une action en justice envers l'acteur pour harcèlement sexuel. Cette affaire est finalement réglée à l'amiable mais entache sérieusement son début de carrière dans le milieu du divertissement. 
Ensuite, elle travaille pour l'entreprise Gap afin de subvenir à ses besoins et fait, parallèlement, de la figuration dans un film de James Bond III. Mais en 1991, son rôle dans le thriller New Jack City avec Wesley Snipes et Mario Van Peebles mais aussi Ice-T, Eek-A-Mouse et Judd Nelson, lui permet de quitter ce travail alimentaire, et ainsi, de se consacrer à sa carrière d'actrice. 
Il s'ensuit des rôles réguliers à la télévision : Entre 1992 et 1993, elle est membre de la distribution principale de la série d'action, inédite en France, Dangerous Curves. Puis, un rôle récurrent dans la première saison de la série judiciaire New York Undercover, entre 1994 et 1995, qu'elle a obtenu grâce à sa participation à la mini-série Le Trésor des alizés dans laquelle elle jouait l'un des premiers rôles.  
Entre 1995 et 1996, elle défend la série dramatique Central Park West aux côtés de Mädchen Amick, John Barrowman, Melissa Errico, Lauren Hutton, Tom  Verica et Ron Leibman. Darren Star a créé la série en surfant sur le succès de Melrose Place. Néanmoins le feuilleton se révèle être un échec d'audience même s'il séduit la critique. CBS décide d’écourter la saison 1 et de commander une saison 2 pour l'été 1996 tout en demandant au producteur de changer le casting exit Mariel Hemingway les producteurs font appel à Raquel Welch et Gerald McRaney pour la saison 2. Mais en dépit d'un énorme battage marketing pour promouvoir le feuilleton (orientée vers les jeunes adultes, c'était le feuilleton le plus promu de l'année 1995) et une tentative d'inscrire le feuilleton comme digne successeur de Dallas, Dynasty, Côte Ouest et de concurrencer Melrose Place les audiences n'ont pas grimpées. Elles demeurent trop confidentielles pour une grande chaîne comme CBS et la série finit par être annulée. 
Entre 1998 et 1999, elle apparaît dans un épisode de la série Players, les maîtres du jeu avant de décrocher un rôle majeur dans la série policière Homicide. Cette création de Paul Attanasio met en scène les enquêtes criminelles d'une unité de la police de Baltimore. Michael Michele est membre de la distribution principale lors de la septième et dernière saison. Elle jouera ainsi dans le téléfilm qui clôt la série, réalisé par Jean de Segonzac. Son personnage intervient aussi dans un épisode de New York, police judiciaire.  
Entre-temps, elle joue dans le deuxième volet de la série de téléfilms The Substitute. 

#### Rôles réguliers et cinéma
C'est son rôle dans le drama médicale à succès Urgences qui lui permet, surtout, de se faire connaître auprès d'une plus large audience. Elle y incarne le Dr. Cléo Finch entre la saison 6 et la saison 8. Son personnage finit par quitter l'hôpital afin de travailler dans une clinique privée.  
Ce rôle lui permet de jouer au cinéma dans des projets plus exposés tels qu'Ali, un film biographique réalisé par Michael Mann, sorti en 2001, qui s’intéresse à la vie du boxeur Mohamed Ali incarné par Will Smith. Mais aussi, le film policier Dark Blue (2002) avec Kurt Russell et Ving Rhames, qui lui vaut une proposition pour le Black Reel Awards de la meilleure actrice dans un second rôle ainsi que la comédie romantique Comment se faire larguer en dix leçons (2003), qui lui vaut une proposition pour un Teen Choice Awards, une cérémonie de remises de prix populaire chez les adolescents.  
Entre 2004 et 2005, elle joue, aux côtés de Taye Diggs, dans la série judiciaire Kevin Hill. La série suit le parcours d'un jeune avocat new-yorkais, dont la vie va basculer lorsque son cousin décède. Il doit alors prendre en charge la fille de ce dernier, âgée de six mois. En dépit d'un certain succès, la série n'est pas renouvelée.  
Puis, elle est à l'affiche de quelques téléfilms : The Hunt for the BTK Killer (2006), qui retrace l'histoire vraie de Dennis Rader, tueur en série américain reconnu coupable d'une dizaine de meurtres perpétrés entre 1974 et 1991. Mais aussi le drame Une si longue absence (2009), une production Hallmark Channel dans laquelle elle retrouve Eriq La Salle, son partenaire de jeu d'Urgences. Et, elle voit le pilote Company Town pour CBS, dont elle est l'une des vedettes avec Catherine Bell et Gary Cole, rejeté par la chaîne.   
Puis, elle joue les guest star dans la saison 8 de New York, unité spéciale et la saison 4 de Dr House.  

#### Retrait et retour progressif
En 2011, elle apparaît dans une poignée d'épisodes de la saison 5 de Gossip Girl. 
Les années suivantes, elle subit notamment le rejet de deux pilotes, Eden et Delirium. Le premier pour le réseau USA Network et le second pour 20th Century Fox Television porté par Emma Roberts. Elle se tourne alors vers des apparitions isolées dans des séries installées comme Following, Blue Bloods et MacGyver. 
Après des rôles réguliers dans les séries Queen Sugar et Star, qui lui permettent de revenir progressivement sur le devant de la scène, elle rejoint la saison 2 de Dynastie, afin d'interpréter un personnage, amené à devenir régulier, Dominique Deveraux,. Un rôle incarné par Diahann Carroll dans la version originale.

### Vie privée
Elle donne naissance à son premier enfant, à 38 ans, le 21 décembre 2004, un garçon prénommé Brandon. Le père de l'enfant est son ex-petit ami, Jimmy Rodriguez, un restaurateur à New York. 

## Filmographie

### Cinéma

#### Longs métrages
- 1990 : Succube de James Bond III : Lady #6
- 1991 : New Jack City de Mario Van Peebles : Selina
- 1997 : The Sixth Man (en) de Randall Miller : R.C. St. John
- 2001 : Ali de Michael Mann : Veronica Porche
- 2002 : Dark Blue de John Shelton : Beth Williamson
- 2003 : Comment se faire larguer en 10 leçons de Donald Petrie : Spears

### Télévision

#### Séries télévisées
- 1988 : 1st & Ten : Gillian (saison 5, épisode 7)
- 1991 : Private Times : rôle inconnu (pilote)
- 1992 - 1993 : Dangerous Curves : Holly Williams (rôle principal - 34 épisodes)
- 1993 : Le Trésor des alizés : Maxine Phillips (mini-série, rôle principal - 3 épisodes)
- 1994 - 1995 : New York Undercover : Sandra (rôle récurrent - saison 1, 12 épisodes)
- 1995 - 1996 : Central Park West : Nikki Sheridan (rôle principal - 21 épisodes)
- 1998 : Players, les maîtres du jeu : Sylvie (saison 1, épisode 12)
- 1998 : Peter Benchley's Creature : Tauna (mini-série, rôle principal - 2 épisodes)
- 1998 - 1999 : Homicide : Rene Sheppard (rôle principal - 22 épisodes)
- 1999 : New York, police judiciaire : Rene Sheppard (saison 9, épisode 14)
- 1999 - 2002 : Urgences : Cléo Finch (rôle principal -  saisons 6 à 8, 55 épisodes)
- 2004 - 2005 : Kevin Hill : Jessie Grey (rôle principal - 22 épisodes)
- 2006 : Company Town de Thomas Carter : Bridget Wilson (pilote non retenu par CBS)
- 2007 : New York, unité spéciale : Valérie Sennet (saison 8, épisode 11)
- 2007 : Dr House : Dr. Samira Terzi (saison 4, épisodes 6 et 7)
- 2011 : Gossip Girl : Jane (saison 5, 4 épisodes)
- 2011 : Eden : Tara Martin (pilote non retenu par USA Network[9])
- 2014 : Delirium de Rodrigo Garcia : Elyse Hargrove (pilote non retenu par 20th Century Fox Television[10])
- 2015 : Following : Sheila (saison 3, épisode 5)
- 2016 : Blue Bloods : Lois Potter (saison 7, épisode 10)
- 2016 et 2018 : MacGyver : Diane (saison 1, épisode 11 et saison 2, épisode 15)
- 2017 - 2018 : Star : Ayanna Floyd (rôle principal - 18 épisodes)
- 2017 - 2018 : Queen Sugar : Darlene (saisons 2 et 3, 4 épisodes)
- 2019-2022 : Dynastie : Dominique Deveraux (rôle récurrent, saison 2 - rôle principal, depuis saison 3)

#### Téléfilms
- 1998 : The Substitute 2 : La Vengeance (The Substitute 2: School's Out) de Steven Pearl : Kara Lavelle
- 2000 : Homicide : The Movie de Jean de Segonzac : Détective Rene Sheppard
- 2005 : The Hunt for the BTK Killer de Stephen T. Kay : Détective Baines
- 2007 : Judy's Got a Gun de Sheree Folkson : Pamela Coates
- 2009 : Une si longue absence (Relative Stranger) de Charles Burnett : Charlotte

## Distinctions
Sauf indication contraire ou complémentaire, les informations mentionnées dans cette section proviennent de la base de données IMDb.

### Nominations
- NAACP Image Awards 2000 : meilleure actrice dans une série télévisée dramatique pour Homicide
- 6e cérémonie des Screen Actors Guild Awards 2000 : meilleure distribution pour une série télévisée dramatique dans Urgences[11]
- NAACP Image Awards 2001 : meilleure actrice dans un second rôle dans une série télévisée dramatique pour Urgences[12]
- 7e cérémonie des Screen Actors Guild Awards 2001 : meilleure distribution pour une série télévisée dramatique dans Urgences
- Teen Choice Awards 2003 : meilleur méchant dans un film pour Comment se faire larguer en dix leçons
- Black Reel Awards 2004 : meilleure actrice dans un second rôle pour Dark Blue
- Black Reel Awards for Television 2018 : meilleure actrice invitée dans une série télévisée dramatique pour Queen Sugar